# Olive Borden
Olive Borden (14 de julio de 1906 - 1 de octubre de 1947) fue una actriz cinematográfica estadounidense de la época del cine mudo y de los inicios del sonoro.

## Biografía
Empezó como una de las bellezas en traje de baño de Mack Sennett en 1924, y firmó pronto un contrato con los estudios 20th Century Fox, tras ser nombrada una de las WAMPAS Baby Stars en 1925. Olive se convirtió rápidamente en una de las más populares y mejores pagadas estrellas. También rodó para Columbia Pictures y para Radio Pictures, a menudo interpretando personajes sofisticados y atractivos. Durante esta época trabajó con algunos directores de gran fama, como John Ford, Howard Hawks y Leo McCarey. 
Cuando Fox recortó su salario, ella rompió el contrato. En este momento ya era una estrella importante y la voz de Borden precisaba una adaptación a la llegada del cine sonoro. Hizo varias películas en los primeros años treinta, interpretando personajes más jóvenes y modernos. Su último título de crédito data de 1934.
Olive Borden había nacido en Richmond (Virginia), y criada en Baltimore, Maryland, y en Norfolk (Virginia). Era hija única, y convenció a su madre, Sibbie, para que la llevara a Hollywood siendo adolescente. Olive tuvo dos matrimonios fallidos y mantuvo una relación sentimental con el actor George O'Brien. En los años cuarenta estaba arruinada y era alcohólica. Trabajó como voluntaria del WAAC (Cuerpo Femenino de las Fuerzas Armadas) durante la Segunda Guerra Mundial. En sus años finales trabajaba limpiando suelos en la Sunshine Mission, un hogar para mujeres indigentes. Falleció el 1 de octubre de 1947, con solo 41 años de edad, a causa de una enfermedad gástrica debida a su alcoholismo. Fue enterrada en el cementerio Forest Lawn Memorial Park en Glendale, California. 
Su prima Natalie Joyce también fue una actriz de éxito.
Olive Borden tiene una estrella en el Paseo de la Fama de Hollywood, en el 6801 de Hollywood Boulevard. 

## Filmografía
| - Wide Open (1924) - Air Pockets (1924) - Why Men Work (1924) - Should Landlords Live? (1924) - Too Many Mamas (1924) - The Royal Razz(1924) - Just a Good Guy(1924) - Should Husbands be Watched? (1925) - The Dressmaker from Paris (1925) - Bad Boy (1925) - Tell It to a Policeman (1925) - Good Morning, Nurse (1925) - The Happy Warrior (1925) - The Overland Limited (1925) - The Yankee Senor (1926) | - My Own Pal (1926) - Yellow Finger (1926) - 3 Bad Men (Tres hombres malos) (1926) - Fig Leaves (Hojas de parra) (1926) - The Country Beyond (1926) - The Monkey Talks (Habla el mono) (1927) - Secret Studio (1927) - The Joy Girl (La chica alegre) (1927) - Pajamas (1927) - Come to My House (1927) - The Albany Night Boat (1928) - Virgin Lips (1928) - Gang War (1928) - Stool Pigeon (1928) | - Sinners in Love (1928) - Love in the Desert (1929) - The Eternal Woman (1929) - Half Marriage (1929) - Dance Hall (1929) - Wedding Rings (1929) - Hello Sister (1930) - The Social Lion (León de sociedad) (1930) - The Divorce Racket (1932) - Leave It to Me (1933) - Hotel Variety (1933) - The Mild West (1933) - The Inventors (1934) - Chloe, Love Is Calling You (1934) |